# Chlorhoda rufoviridis
Chlorhoda rufoviridis là một loài bướm đêm thuộc phân họ Arctiinae, họ Erebidae.